# Лейкофаніт
Лейкофаніт — мінерал, іносилікат з хімічною формулою (Na,Ca)2BeSi2(O.OH.F)7. Він може містити церій, що замінює кальцій.
Зустрічається в пегматитах і лужних магматичних комплексах у вигляді жовтих, зеленуватих або білих триклінних кристалів і був знайдений у Норвегії, Квебеку та Росії.
Вперше лейкофаніт було описано в районі Лангесуннсфіорд на півдні Норвегії в 1840 році. Назва походить від грецького leucos що означає «білий» і phanein, що означає «з'являтися», в натяку на звичайний білий колір.